# سمكة ذهبية بيضية

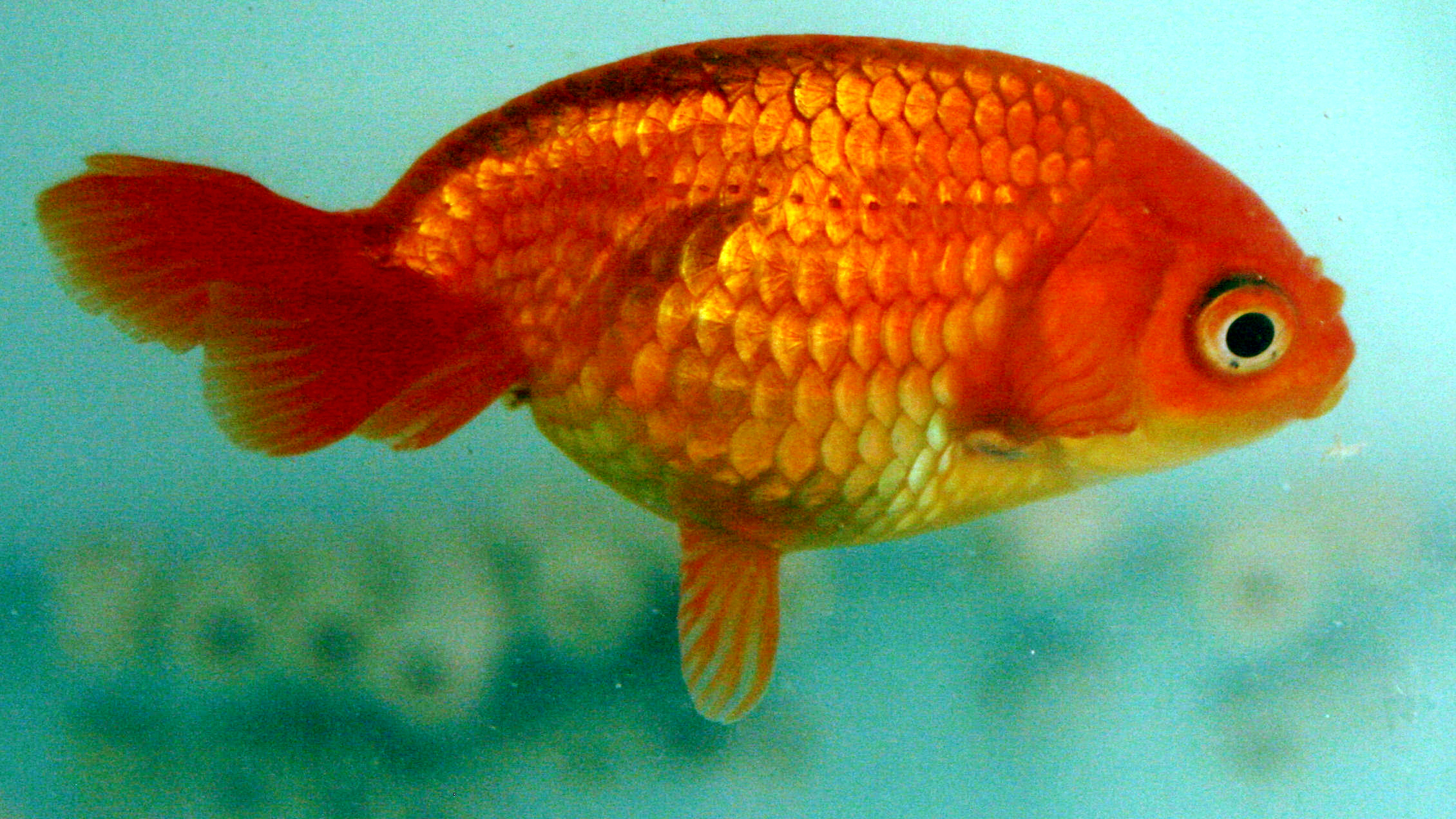

السمكة الذهبية البيضية (بالإنجليزية: Egg Fish) وهي تشبه سمكة رأس الأسد ولكن دون زوائد الرأس، جسمه أقصر وأضخم من السمكة الذهبية العادية وتشبه شكل البيضة، ومنه اشتق اسمه. ويعرف في اليابان باسم ماروكو Maruko.
جسم السمكة وزعانفها كما في السمكة مروحية الذيل لكن دون الزعنفة الظهرية، وتشكيلة الألوان يمكن أن تكون ميتاليك أو منقط.
هذا النوع من السمك يعد حساس، لذا لا يوصي به للمبتدئين.